# Little Aston Golf Club
Little Aston Golf Club är en brittisk golfklubb i Little Aston, England. Klubben grundades 1908 av Harry Vardon.
Klubben har haft många stora mästerskap, både amatör och professionella. Bland andra the English Amateur, Brabazon och British Boys Championships, the Ladies British Open Amateur Championship, the English Ladies Amateur, Strokeplay Championships och the Dunlop Masters Professional Tournament.